# Aston Villa FC in het seizoen 1996/97
Dit artikel beschrijft de prestaties van voetbalclub Aston Villa FC in het seizoen 1996/1997. Dit seizoen werd de club vierde in de Premier League doordat Middlesbrough drie strafpunten kreeg nadat ze niet speelden tegen Blackburn Rovers en te laat melding deden. Naar prestaties was de club vijfde geëindigd, maar op het veld van Middlesbrough werd met 3–2 verloren. Deze punten kreeg men aan het eind nog cadeau. Het was het laatste seizoen van aanvoerder Andy Townsend bij de club. Townsend verhuisde daarna naar het gedegradeerde Middlesbrough. Sterspeler Dwight Yorke scoorde zeventien keer in de competitie, Savo Milošević maakte tien doelpunten. 

## Spelerskern
Spelers wier rugnummer is doorstreept verlieten de club tijdens het seizoen;
| Rugnummer     | Naam             | Nationaliteit      | Geboortedatum | Bij de club sinds | Vorige club                          |
| ------------- | ---------------- | ------------------ | ------------- | ----------------- | ------------------------------------ |
| Keepers       |                  |                    |               |                   |                                      |
| 1             | Mark Bosnich     | Australië          | 13-02-1972    | 1992              | Sydney United                        |
| 13            | Michael Oakes    | Engeland           | 30-10-1973    | 1991              | eigen jeugd / Tranmere Rovers (huur) |
| Verdedigers   |                  |                    |               |                   |                                      |
| 2             | Gary Charles     | Engeland           | 13-04-1970    | 1995              | Derby County                         |
| 3             | Steve Staunton   | Ierland            | 19-01-1969    | 1991              | Liverpool                            |
| 4             | Gareth Southgate | Engeland           | 03-09-1970    | 1995              | Crystal Palace                       |
| 14            | Alan Wright      | Engeland           | 28-09-1971    | 1995              | Blackburn Rovers                     |
| 15            | Nelson           | Portugal           | 05-11-1971    | 1996              | Sporting Lissabon                    |
| 16            | Ugo Ehiogu       | Engeland           | 03-11-1972    | 1991              | West Bromwich Albion                 |
| 18            | Carl Tiler       | Engeland           | 11-02-1970    | 1995              | Nottingham Forest                    |
| 20            | Riccardo Scimeca | Engeland           | 13-06-1971    | 1995              | eigen jeugd                          |
| 27            | David Hughes     | Wales              | 01-02-1978    | 1996              | eigen jeugd                          |
| Middenvelders |                  |                    |               |                   |                                      |
| 6             | Andy Townsend    | Ierland            | 23-07-1963    | 1993              | Chelsea                              |
| 7             | Ian Taylor       | Engeland           | 04-06-1968    | 1994              | Sheffield Wednesday                  |
| 8             | Mark Draper      | Engeland           | 11-11-1970    | 1995              | Leicester City                       |
| 17            | Lee Hendrie      | Engeland           | 18-05-1977    | 1994              | eigen jeugd                          |
| 19            | Gareth Farrelly  | Ierland            | 28-08-1975    | 1995              | eigen jeugd                          |
| 24            | Scott Murray     | Schotland          | 26-05-1974    | 1994              | Fraserburgh                          |
| 26            | Saša Ćurčić      | Servië             | 14-02-1972    | 1996              | Bolton Wanderers                     |
| Aanvallers    |                  |                    |               |                   |                                      |
| 9             | Savo Milošević   | Servië             | 02-09-1973    | 1995              | FK Partizan Belgrado                 |
| 10            | Dwight Yorke     | Trinidad en Tobago | 03-11-1971    | 1989              | eigen jeugd                          |
| 11            | Tommy Johnson    | Engeland           | 15-01-1971    | 1995              | Derby County                         |
| 12            | Julian Joachim   | Engeland           | 20-09-1974    | 1995              | Leicester City                       |

- = Aanvoerder

### Manager
|         |                     |               |
| Functie | Naam                | Nationaliteit |
| Coach   | Brian Little (foto) | Engeland      |

## Resultaten
Een overzicht van de competities waaraan Aston Villa in het seizoen 1996-1997 deelnam.
| Premier League | FA Cup       | League Cup   |
| -------------- | ------------ | ------------ |
|                |              |              |
| 4e             | Vierde ronde | Vierde ronde |

## Uitrustingen
Shirtsponsor: AST Computers 

Sportmerk: Reebok

## Premier League

### Wedstrijden
| №  | Datum      | Wedstrijd                         | Uitslag | P   |
| -- | ---------- | --------------------------------- | ------- | --- |
| 1  | 17.08.1996 | Sheffield Wednesday – Aston Villa | 2–1     | 0   |
| 2  | 21.08.1996 | Aston Villa – Blackburn Rovers    | 1–0     | 3   |
| 3  | 24.08.1996 | Aston Villa – Derby County        | 2–0     | 6   |
| 4  | 04.09.1996 | Everton – Aston Villa             | 0–1     | 9   |
| 5  | 07.09.1996 | Aston Villa – Arsenal             | 2–2     | 10  |
| 6  | 15.09.1996 | Chelsea – Aston Villa             | 1–1     | 11  |
| 7  | 21.09.1996 | Aston Villa – Manchester United   | 0–0     | 12  |
| 8  | 30.09.1996 | Newcastle United – Aston Villa    | 4–3     | 12  |
| 9  | 12.10.1996 | Tottenham Hotspur – Aston Villa   | 1–0     | 12  |
| 10 | 19.10.1996 | Aston Villa – Leeds United        | 2–0     | 15  |
| 11 | 26.10.1996 | Sunderland – Aston Villa          | 1–0     | 15  |
| 12 | 02.11.1996 | Aston Villa – Nottingham Forest   | 2–0     | 18  |
| 13 | 16.11.1996 | Aston Villa – Leicester City      | 1–3     | 18  |
| 14 | 23.11.1996 | Coventry City – Aston Villa       | 1–2     | 21  |
| 15 | 30.11.1996 | Aston Villa – Middlesbrough       | 1–0     | 24  |
| 16 | 04.12.1996 | West Ham United – Aston Villa     | 0–2     | 27  |
| 17 | 07.12.1996 | Southampton – Aston Villa         | 0–1     | 30  |
| 18 | 22.12.1996 | Aston Villa – Wimbledon           | 5–0     | 33  |
| 19 | 26.12.1996 | Aston Villa – Chelsea             | 0–2     | 33  |
| 20 | 28.12.1996 | Arsenal – Aston Villa             | 2–2     | 34  |
| 21 | 01.01.1997 | Manchester United – Aston Villa   | 0–0     | 35  |
| 22 | 11.01.1997 | Aston Villa – Newcastle United    | 2–2     | 36  |
| 23 | 18.01.1997 | Liverpool – Aston Villa           | 3–0     | 36  |
| 24 | 29.01.1997 | Aston Villa – Sheffield Wednesday | 0–1     | 36  |
| 25 | 01.02.1997 | Aston Villa – Sunderland          | 1–0     | 39  |
| 26 | 19.02.1997 | Aston Villa – Coventry City       | 2–1     | 42  |
| 27 | 22.02.1997 | Nottingham Forest – Aston Villa   | 0–0     | 43  |
| 28 | 02.03.1997 | Aston Villa – Liverpool           | 1–0     | 46  |
| 29 | 05.03.1997 | Leicester City – Aston Villa      | 1–0     | 46  |
| 30 | 15.03.1997 | Aston Villa – West Ham United     | 0–0     | 47  |
| 31 | 22.03.1997 | Blackburn Rovers – Aston Villa    | 0–2     | 50  |
| 32 | 05.04.1997 | Aston Villa – Everton             | 3–1     | 53  |
| 33 | 09.04.1997 | Wimbledon – Aston Villa           | 0–2     | 56  |
| 34 | 12.04.1997 | Derby County – Aston Villa        | 2–1     | 56  |
| 35 | 19.04.1997 | Aston Villa – Tottenham Hotspur   | 1–1     | 57  |
| 36 | 22.04.1997 | Leeds United – Aston Villa        | 0–0     | 58  |
| 37 | 03.05.1997 | Middlesbrough – Aston Villa       | 3–2     | 58* |
| 38 | 11.05.1997 | Aston Villa – Southampton         | 1–0     | 61  |

- Middlesbrough kreeg 3 strafpunten, waardoor Aston Villa (en andere clubs) drie punten werd bijgerekend (64)

### Eindstand
| Rang | Team                | We | Wi | Ge | Ve | Pu | Vo | Te | Sa  | Fa    |
| ---- | ------------------- | -- | -- | -- | -- | -- | -- | -- | --- | ----- |
|      | Manchester United   | 38 | 20 | 12 | 6  | 72 | 74 | 46 | 28  | 1,609 |
| 2    | Newcastle United    | 38 | 19 | 12 | 7  | 69 | 70 | 35 | 35  | 2     |
| 3    | Arsenal             | 38 | 19 | 11 | 8  | 68 | 63 | 33 | 30  | 1,909 |
| 4    | Aston Villa         | 38 | 18 | 10 | 10 | 64 | 50 | 32 | 18  | 1,563 |
| 5    | Wimbledon           | 38 | 16 | 10 | 12 | 58 | 50 | 45 | 5   | 1,111 |
| 6    | Chelsea             | 38 | 15 | 11 | 12 | 56 | 58 | 56 | 2   | 1,036 |
| 7    | Sheffield Wednesday | 38 | 13 | 16 | 9  | 55 | 50 | 51 | -1  | 0,98  |
| 8    | Everton             | 38 | 14 | 12 | 12 | 54 | 47 | 42 | 5   | 1,119 |
| 9    | Leeds United        | 38 | 14 | 9  | 15 | 51 | 53 | 56 | -3  | 0,946 |
| 10   | Leicester City      | 38 | 13 | 11 | 14 | 50 | 32 | 36 | -4  | 0,889 |
| 11   | Liverpool           | 38 | 13 | 11 | 14 | 50 | 49 | 55 | -6  | 0,891 |
| 12   | Tottenham Hotspur   | 38 | 13 | 9  | 16 | 48 | 44 | 49 | -5  | 0,898 |
| 13   | Derby County        | 38 | 11 | 14 | 13 | 47 | 44 | 57 | -13 | 0,772 |
| 14   | West Ham United     | 38 | 10 | 13 | 15 | 43 | 40 | 48 | -8  | 0,833 |
| 15   | Southampton         | 38 | 10 | 12 | 16 | 42 | 49 | 49 | 0   | 1     |
| 16   | Blackburn Rovers    | 38 | 9  | 14 | 15 | 41 | 42 | 48 | -6  | 0,875 |
| 17   | Coventry City       | 38 | 9  | 13 | 16 | 40 | 39 | 56 | -17 | 0,696 |
| 18   | Nottingham Forest   | 38 | 7  | 17 | 14 | 38 | 33 | 55 | -22 | 0,6   |
| 19   | Middlesbrough       | 38 | 9  | 12 | 17 | 36 | 50 | 63 | -13 | 0,794 |
| 20   | Sunderland          | 38 | 9  | 9  | 20 | 36 | 33 | 58 | -25 | 0,569 |

- Middlesbrough kreeg 3 strafpunten

### Statistieken
Bijgaand een overzicht van de spelers van Aston Villa, die in het seizoen 1996/97 onder leiding van trainer Brian Little speeltijd kregen in de Premier League.
| Naam             | Duels | Goal | Kreeg geel | Kreeg voor de tweede keer geel en dus rood | Weggestuurd |
| ---------------- | ----- | ---- | ---------- | ------------------------------------------ | ----------- |
| Ugo Ehiogu       | 38    | 3    | 4          | 0                                          | 0           |
| Alan Wright      | 38    | 1    | 3          | 0                                          | 0           |
| Dwight Yorke     | 37    | 17   | 1          | 0                                          | 0           |
| Nelson           | 35    | 0    | 5          | 0                                          | 0           |
| Ian Taylor       | 34    | 2    | 5          | 0                                          | 0           |
| Andy Townsend    | 34    | 2    | 8          | 0                                          | 0           |
| Savo Milošević   | 30    | 10   | 5          | 0                                          | 0           |
| Steve Staunton   | 30    | 2    | 3          | 1                                          | 0           |
| Mark Draper      | 29    | 0    | 3          | 1                                          | 0           |
| Gareth Southgate | 28    | 1    | 1          | 0                                          | 0           |
| Saša Ćurčić      | 22    | 1    | 5          | 0                                          | 0           |
| Tommy Johnson    | 20    | 4    | 3          | 0                                          | 0           |
| Mark Bosnich     | 20    | 0    | 0          | 0                                          | 0           |
| Michael Oakes    | 20    | 0    | 0          | 0                                          | 0           |
| Riccardo Scimeca | 17    | 0    | 1          | 0                                          | 0           |
| Julian Joachim   | 15    | 3    | 0          | 0                                          | 0           |
| Carl Tiler       | 11    | 1    | 1          | 0                                          | 0           |
| David Hughes     | 7     | 0    | 1          | 0                                          | 0           |
| Lee Hendrie      | 4     | 0    | 0          | 0                                          | 0           |
| Gareth Farrelly  | 3     | 0    | 0          | 0                                          | 0           |
| Scott Murray     | 1     | 0    | 0          | 0                                          | 0           |